# Mocartov Rekvijem
Rekvijem u d-molu, K. 626, je misa za mrtve koju je komponovao Volfgang Amadeus Mocart. Jedan deo Rekvijema Mocart je sastavio u Beču krajem 1791. godine, ali je delo ostalo nedovršeno po njegovoj smrti 5. decembra iste godine. Rekvijem je dovršio Franc Ksavijer Sismajer (Franz Xaver Süßmayr) i dostavio ga grofu Francu fon Valcegu (Franz von Walsegg), koji je delo naručio povodom obeležavanja godišnjice smrti svoje žene 14. februara 1792. godine.
Nije moguće utvrditi meru u kojoj je Franc Ksavijer Sismajer dovršio kompoziciju; kasnije je tvrdio da je on komponovao Sanctus i Agnus Dei. Franc fon Valceg je verovatno imao nameru da Rekvijem proturi kao svoje delo, pošto je poznato je to već učinio sa nekim drugim delima. Taj plan je osujećen javnim izvođenjem Rekvijema koji je organizovala Mocartova udovica,Konstanca. Ona je zaslužna za priče koje su vezane za komponovanje ovog dela, uključujući i tvrdnje da je Mocart primio narudžbinu od misterioznog glasnika koji nije otkrio identitet naručioca, kao i da je Mocart počeo da veruje da komponuje misu za sopstveni pogreb.
Rekvijem je napisan za 2 klarineta u F, 2 fagota, 2 trube u D, 3 trombona (alt, tenor i bas), timpane (2 bubnja), violine, violu i baso kontinuo (violončelo, kontrabas i orgulje). Od vokala su zastupljeni sopran, kontraalt, tenor i bas, kao i mešoviti hor.

## Struktura
Delo koje je Sismajer dovršio sastoji se od 14 stavova.
1. Introitus - Requiem aeternam (hori solo sopran) (d-mol)
2. Kyrie (hor) (d-mol)
3. Sequentia (tekst se zasniva na delovima Dies irae) - Dies irae (hor) (d-mol) - Tuba mirum (solo sopran, kontraalt, tenor i bas) (B-flat dur) - Rex tremendae (hor) (g-mol–d-mol) - Recordare (solo sopran, kontraalt, tenor ibas) (F-dur) - Confutatis (hor) (a-mol–F-dur, poslednji akord V d-mola) - Lacrimosa (hor) (d-mol)
4. Offertorium - Domine Jesu (hori solokvartet) (g-mol) - Hostias (hor) (E-dur–g-mol)
5. Sanctus (hor) (D-dur)
6. Benedictus (solo kvartetihor) (B-dur)
7. Agnus Dei (hor) (d-mol–B-dur)
8. Communio - Lux aeterna (solo sopranihor) (B-dur–d-mol)

## Istorija
U vreme Mocartove smrti 5. decembra 1791. godine, samo prva dva stava “Rekvijem aeternam” i “Kyrie” završena su u potpunosti, i orkestarski i vokalno. Drugi delovi su ostali u skicama, osim “Lacrimose” koja se naglo prekida nakon prvih osam taktova.

### Konstanca Mocart i Rekvijem nakon Mocartove smrti
Ekscentrični grof Franc fon Valceg naručio je Rekvijem od Mocarta anonimno preko posrednika. Grof, amaterski kamerni muzičar koji je naručivao dela od različitih kompozitora i pripisivao ih sebi,  želeo je misu za mrtve za koju bi mogao da tvrdi da je komponovao u sećanje na svoju nedavno preminulu suprugu. S obzirom da je Mocart dobio samo polovinu novca unapred, nakon njegove smrti Konstanca je želela da taj posao tajno dovrši neko drugi da bi ga podnela kao Mocartovo delo i dobila ostatak novca. Jozef von Ajblar (Joseph von Eibler) je jedan od prvih kompozitora koji su zamoljeni da dovrše delo i on je radio na stavovima od Dies irae do Lacrimose. Međutim, nije mogao da završi ostatak i vratio je rukopis Konstanci Mocart.
Zadatak je potom poveren drugom kompozitoru, Franzu Ksaveru Sismajeru. Sismajer je pozajmio nešto od Ajblarovog rada i dodao sopstvenu orkestraciju stavovima od Kyrie nadalje, dovršio Lacrimosu i dodao nekoliko novih stavova koje svaki Rekvijem obično sadrži: Sanctus, Benedictus i Agnus Dei. Zatim je dodao poslednji deo, Lux aeterna, tako što je prilagodio uvodna dva stava koje je Mocart napisao drugačijim rečima kojima se završava Rekvijem, što je prema rečima Sismajera i Mocartove supruge, obavljeno prema Mocartovim uputstvima. Međutim, neki ljudi smatraju da je malo verovatno da bi Mocart ponovio uvodna dva dela da je doživeo da završi posao.
Postoji mogućnost da su Sismajeru pomogli drugi kompozitori. Neki naučnici pretpostavljaju da se Agnus Dei zasniva na Mocartovim uputstvima ili skicama, zbog sličnosti sa delom iz Glorije u prethodnoj misi (Sparrow Mass, K. 220) koju je Mocart komponovao . Drugi ističu da na početku Agnus Dei horski bas citira glavnu temu iz Introitusa. Mnoge rasprave koje se tiču ove materije, međutim, vrte se oko percepcije da ako je kvalitet nekog dela visok, onda ga je sigurno napisao (ili skicirao) Mocart, a ako deo sadrži neke greške, mora da ga je napisao Sismajer.
Postoji još jedna kontroverza (proistekla iz pisma koje je napisala Konstanca), da je Mocart ostavio eksplicitne instrukcije za završetak Rekijema na “malim parčićima papira”. U kojoj meri je Sismajerov rad mogao biti pod uticajem ovih "papirića", ukoliko su oni uopšte postojali, ostaje predmet spekulacije među muzikolozima do danas.
Završno delo, koje je započeo Mocart, ali u velikoj meri dovršio Sismajer, poslato je grofu Valcegu, zajedno sa falsifikovanim Mocartovim potpisom, 1792. godine. Uprkos kontroverzi koliko muzike zaista pripada Mozartu, Sismajerovu verziju javnost je široko prihvatila.
Konfuzija oko okolnosti komponovanja Rekvijema u velikoj meri potiče od Mocartove supruge Konstance. Konstanca je imala težak zadatak pred sobom: morala je da sačuva u tajnosti činjenicu da je Rekvijem ostao nedovršen po Mocartovoj smrti da bi mogla da dobije konačnu uplatu od narudžbine. U određenom vremenskom periodu takođe je morala da čuva u tajnosti činjenicu da je Sismajer uopšte imao ikakve veze sa komponovanjem Rekvijema, da bi grof Valceg imao utisak da je Mocart u potpunosti komponovao to delo. Nakon što je dobila narudžbinu, Konstanca je morala pažljivo da promoviše delo kao Mocartovo, kako bi mogla da nastavi da prima prihod od objavljivanja dela i njegovog izvođenja. Tokom ove faze istorije Rekvijema, bilo je važno da javnost prihvati da je Mocart napisao celokupno delo, jer su tako izvođenja u javnosti donosila veće sume novca.
Upravo su Konstancini napori odmah nakon Mocartove smrti stvorili mešavinu poluistina i mitova. Prema njenim rečima, Mocart je izjavio da sastavlja Rekvijem za svoj pogreb. Simptomi njegove bolesti su se pogoršavali i počeo se žaliti na bolno oticanje tela, a imao je i visoku temperaturu. Ipak, Mocart je nastavio rad na Rekvijemu, pa je čak i poslednjeg dana života objašnjavao svom pomoćniku kako namerava da završi Rekvijem. Izvorni material napisan ubrzo nakon Mocartve smrti sadrži ozbiljna neslaganja, koja ostavljaju sumnju u Mocartovo komponovanje Rekvijema. Na primer, najmanje tri kontradiktorna izvora, data u roku od dve decenije nakon Mocartove smrti, navode Konstancu kao svoj glavni izvor informacija. Godine 1798. godine, Friedrich Rochlitz, nemački biografski autor i amaterski kompozitor, objavio je skup anegdota o Mocartu,za koje je tvrdio da ih je prikupio tokom svog sastanka s Konstancom 1796. godine Rochlitzova publikacija iznosi sledeće podatke:
- Mocart nije bio svestan identiteta naručioca dela u vreme kada je prihvatio projekat.- Nije bio vezan rokom za završetak rada.- Izjavio je da mu trebaju četiri nedelje da završi delo.- Tražio je, i primio,100 dukata u trenutku prve narudžbine.- Počeo je projekat odmah nakon prijema narudžbine.- Njegovo zdravlje je bilo loše od samog početka; onesvestio se nekoliko puta tokom rada.- Otišao je na odmor od pisanja dela da poseti Prater sa svojom suprugom.- Podelio je sa svojom suprugom uverenje da piše ovo delo za sopstveni pogreb. - Govorio je o “veoma čudnim mislima”o nepredvidljivom pojavljivanju nepoznatog čoveka i naručivanju dela.- Napomenuo je da se odlazak Leopolda II u Prag radi krunisanja približava.
Najspornija od ovih tvrdnji je poslednja. Prema Rochlitzu, glasnik stiže dosta vremena pre Leopoldovog odlaska na krunisanje, ali postoji zapis o njegovom odlasku sredinom jula 1791. Godine. Međutim, kako je Konstanca bila u Badenu tokom celog juna do sredine jula, ona ne bi mogla biti prisutna tokom narudžbine. Pored toga, “Čarobna frula” (izuzev Uvertire i Marša sveštenika) završena je do sredine jula. Delo La Clemenza di Tito je naručeno do sredine jula. Nije bilo vremena da Mocart radi na Rekvijemu u velikoj meri koju je objavila Rochlitzova publikacija u datom vremenskom roku.
Takođe, 1798. godine, Konstanca je dala još jedan intervju Franzu Ksaveru Niemetscheku, drugom biografu koji je objavio Mocartovu biografiju 1808. godine, koja sadrži brojne tvrdnje o Mocartovom primanju narudžbine za Rekvijem:
- Mocart je dobio narudžbinu malo pre krunisanja cara Leopolda II, a pre nego što je dobio narudžbinu da ide u Prag.- Nije odmah prihvatio glasnikov zahtev; pisao je naručiocu i složio se sa projektom navodeći svoj honorar, ali je istakao da ne može da predvidi vreme potrebno za završetak posla - Isti glasnik se pojavljuje kasnije, plaća Mocartu traženu sumu novca, i ostavlja poruku o bonusu po završetku rada. - Po povratku iz Praga počeo je da sastavlja svoje delo - Razboleo se dok je pisao delo - Rekao je Konstanci: “Ja sam samo previše svestan ... kraj mi se brzo bliži: neko me je sigurno otrovao! Ne mogu da se oslobodim ove misli.”- Konstanca je mislila da je previše iscrpljen zbog Rekvijema; pozvala je doktora i oduzela mu rukopise - Na dan Mocartove smrti,rukopisi su stavljeni na njegov krevet - Glasnik je uzeo nedovršeni Rekvijem ubrzo nakon Mocartove smrti - Konstanca nikada nije saznala ime naručioca dela.
Ovaj opis je takođe veoma diskutabilan. Iz pisama se saznaje da je Konstanca svakako znala ime naručioca u trenutku kada je ovaj intervju objavljen 1800. godine. Pored toga, Rekvijem nije predat glasniku jedno vreme nakon Mocartove smrti. Ovaj intervju sadrži samo Konstancinu tvrdnju da je oduzela Rekvijem od Volfganga tokom znatnog perioda njegovog komponovanja. Inače, vremenski okvir dat u ovom opisu je istorijski verovatan. Međutim, najprihvaćeniji tekst pripisan Konstanci je intervju koji je dala svom drugom suprugu Georgu Nikolausu von Nissenu. Nakon Nissenove smrti 1826. godine, Konstanca je objavila Volfgangovu biografiju (1828) koju je Nissen sastavio, što uključuje i ovaj intervju. Nissen navodi:
- Mocart je primio narudžbinu neposredno pre krunisanja cara Leopolda i pre nego što je dobio narudžbinu da ide u Prag.- Nije odmah prihvatio glasnikov zahtev; pisao je naručiocu i složio se sa projektom naveo svoju naknadu, ali istakao da ne može predvideti vreme potrebno za završetak posla.- Isti glasnik se pojavljuje kasnije, plaća Mocartu traženu sumu i ostavlja poruku o bonusu po završetku rada.- Počeo je da komponuje svoje delo nakon povratka iz Praga.
Publikaciji Nissen nedostaju informacije nakon Mocartovog povratka iz Praga.